# 1599 Giomus
1599 Giomus (1950 WA) là một tiểu hành tinh vành đai chính được phát hiện ngày 17 tháng 11 năm 1950 bởi Boyer, L. ở Algiers.